# 韩东征

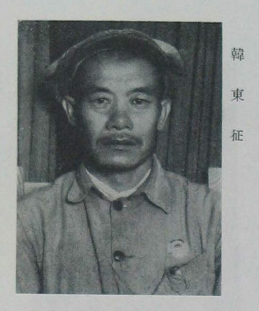
韓東征近照

韩东征（1902年—1976年），原名韩复东，曾用名韩成，河北迁西人，中华人民共和国政治人物。

## 生平
1928年加入中国共产党。历任党小组长、村党支部书记；1929年，担任中共迁安县委第一任书记。曾和韩文华一道，在农民讲习班的基础上创办了贫民学校，并领导党员组织了赤农会，建立了民众会，发动广大群众开展抗捐抗税、反旗地变民等抗日救亡运动。1938年冀东抗日大暴动中，先后组织建立了迁卢抚青第一支队和冀东抗日联军第十四部队。后任中共迁遵兴县委书记，冀东区抗联会主任、冀东区贫民团副主席等职。
1949年9月，被推举为解放区的农民代表，出席了第一届中国人民政治协商会议。参加了10月1日开国大典，受到了毛泽东、周恩来、朱德等领导人的接见。中华人民共和国成立后，先后任蓟滦河务局局长、水电部漳卫南运河管理局副局长兼党委副书记、潘家口水库工程局副总指挥等职。1975年10月离休回唐山安居。1976年唐山大地震中遇难。